# Fissidens waldheimii
Fissidens waldheimii là một loài Rêu trong họ Fissidentaceae. Loài này được Elenkin mô tả khoa học đầu tiên năm 1907.